# 기린컵
기린컵(Kirin Cup, 일본어: キリンカップサッカー)은 일본 축구 협회에서 개최하며, 기린 맥주에서 후원하는 축구 대회이다. 1978년에 재팬컵(ジャパンカップ)으로 시작했으며, 1980년에 재팬컵 기린월드사커(ジャパンカップ・キリンワールドサッカー)를 거쳐, 1985년부터 현재의 명칭으로 변경되었다.

## 역대 대회

### 1978 ~ 1991년
| 연도   | 우승                                      | 준우승                                    |
| ------ | ----------------------------------------- | ----------------------------------------- |
| 1978년 | 보루시아 묀헨글라트바흐 / SE 파우메이라스 | 보루시아 묀헨글라트바흐 / SE 파우메이라스 |
| 1979년 | 토트넘 홋스퍼 FC                          | 던디 유나이티드 FC                        |
| 1980년 | 미들즈브러 FC                             | RCD 에스파뇰                              |
| 1981년 | 클뤼프 브뤼허 KV                          | FC 인테르나치오날레 밀라노                |
| 1982년 | SV 베르더 브레멘                          | 일본                                      |
| 1983년 | 뉴캐슬 유나이티드 FC                      | 보타포구 FR                               |
| 1984년 | SC 인테르나시오나우                       | 아일랜드                                  |
| 1985년 | 산투스 FC                                 | 우루과이                                  |
| 1986년 | SV 베르더 브레멘                          | SE 파우메이라스                           |
| 1987년 | 플루미넨시 FC                             | 토리노 FC                                 |
| 1988년 | CR 플라멩구                               | 바이어 04 레버쿠젠                        |
| 1991년 | 일본                                      | CR 바스쿠 다 가마                         |

### 1992년 이후
| 연도   | 우승                         | 준우승                       | 3위                          | 4위      |
| ------ | ---------------------------- | ---------------------------- | ---------------------------- | -------- |
| 1992년 | 아르헨티나                   | 웨일스                       | 일본                         | 빈칸     |
| 1993년 | 헝가리                       | 일본                         | 미국                         | 빈칸     |
| 1994년 | 프랑스                       | 오스트레일리아               | 일본                         | 빈칸     |
| 1995년 | 일본                         | 스코틀랜드                   | 에콰도르                     | 빈칸     |
| 1996년 | 일본                         | 멕시코                       | 유고슬라비아                 | 빈칸     |
| 1997년 | 일본                         | 크로아티아                   | 튀르키예                     | 빈칸     |
| 1998년 | 체코                         | 일본                         | 파라과이                     | 빈칸     |
| 1999년 | 벨기에 / 페루                | 벨기에 / 페루                | 일본                         | 빈칸     |
| 2000년 | 슬로바키아 / 일본            | 슬로바키아 / 일본            | 볼리비아                     | 빈칸     |
| 2001년 | 일본                         | 유고슬라비아                 | 파라과이                     | 빈칸     |
| 2002년 | 일본 / 온두라스 / 슬로바키아 | 일본 / 온두라스 / 슬로바키아 | 일본 / 온두라스 / 슬로바키아 | 빈칸     |
| 2003년 | 아르헨티나 / 파라과이 / 일본 | 아르헨티나 / 파라과이 / 일본 | 아르헨티나 / 파라과이 / 일본 | 빈칸     |
| 2004년 | 일본                         | 세르비아 몬테네그로          | 슬로바키아                   | 빈칸     |
| 2005년 | 아랍에미리트 / 페루          | 아랍에미리트 / 페루          | 일본                         | 빈칸     |
| 2006년 | 스코틀랜드                   | 불가리아                     | 일본                         | 빈칸     |
| 2007년 | 일본                         | 콜롬비아                     | 몬테네그로                   | 빈칸     |
| 2008년 | 일본                         | 파라과이                     | 코트디부아르                 | 빈칸     |
| 2009년 | 일본                         | 칠레                         | 벨기에                       | 빈칸     |
| 2011년 | 일본 / 체코 / 페루           | 일본 / 체코 / 페루           | 일본 / 체코 / 페루           | 빈칸     |
| 2016년 | 보스니아 헤르체고비나        | 일본                         | 덴마크                       | 불가리아 |

## 같이 보기
- 구정컵
- 네루컵 국제축구대회
- 머라이언컵 국제축구대회
- 메르데카 국제축구대회
- 인도네시아 독립컵
- 자카르타 기념 국제축구대회
- 코리아컵 국제축구대회
- 퀸스컵
- 킹스컵
- IFA 실드